# Rumäniens herrlandslag i volleyboll
Rumäniens herrlandslag i volleyboll representerar Rumänien i volleyboll på herrsidan. Laget blev Europamästare 1963.

### Fotnoter
1. ↑  Todor Krastev (12 mars 1963). ”Men Volleyball VI European Championship 1963 Bucuresti (ROM) - 21.10-02.11 Winner Romania” (på engelska). Sport Statistics. Arkiverad från originalet den 21 april 2015. https://web.archive.org/web/20150421165446/http://todor66.com/volleyball/Europe/Men_1963.html. Läst 24 juni 2015.